# Passa Quatro
Passa Quatro là một đô thị thuộc bang Minas Gerais, Brasil. Đô thị này có diện tích 276,568 km², dân số năm 2007 là 15285 người, mật độ 57,6 người/km².